# Chocolate Mountains
För bergen i Arizona, se Chocolate Mountains (Arizona). För kullarna i Filippinerna, se Chokladkullarna.
Chocolate Mountains är en bergskedja öster om Coachella Valley i södra Kalifornien i USA. Bergen sträcker sig mer än 100 km i nordväst-sydöstlig riktning och ligger öster om Salton Sea och söder om Chuckwalla Mountains. I nordväst ligger Orocopia Mountains. Bergskedjan ligger drygt 45 km väster om Chocolate Mountains i Arizona, men de två bergskedjorna är inte förbundna med varandra. Högsta toppen är Mount Barrow (754 m ö.h.).
Det finns ett stort militärt skjutfält i området och stora delar av bergskedjan är förbjudet område för allmänheten.